# Свети Георги (Зъбово)
Вижте пояснителната страница за други значения на Свети Георги.
„Свети Георги“ (на македонска литературна норма: „Свети Ѓорѓи“) е възрожденска православна църква в струмишкото село Зъбово, Северна Македония. Част е от Струмишката епархия на Македонската православна църква – Охридска архиепископия.

## История
Храмът е изграден в 1852 година.

## Архитектура
В архитектурно отношение е псевдобазилика с полукръгла апсида със слепи ниши на изток и долепена камбанария и открит трем на запад и север. Трите кораба са разделени с пет двойки колони. Стълбовете са изписани със спирални геометрични мотиви. Капителите са комбинация от торус и трохилус. Таваните на трите кораба са плоски.
На запад е пристроена камбанария. Апсидата на изток е с три симетрично поставени прозореца. Фланкирана е от два високи полуцилиндрични пиластъра. На по-късно измазаната фасада са запазени мотиви от кръстове странично от апсидата. Апсидата има и пет слепи ниши. Така тя прилича много на апсидата на по-старата църква „Св. св. Константин и Елена“ в Моноспитово, която има седем двойни ниши. Очевидно църквата в Зъбово е правена по подобие на моноспитовската и е възможно да е изградена от същата майсторска тайфа. Прозорците са с полукръгли арки (окулуси). На източната фасада в голяма овална мандорла е разположен равностранен фитоморфен кръст (четирилистна детелина), фланкиран от два по-малки кръгли отвора.

## Иконопис
В храма в 1863 и 1875 година изписва икони зографът Андон Петров. През 1875 година в църквата рисува Иван Константинов от Петрич, което сочи запазеният надпис „Ιστοριαν: ο ναος: του τος δια συνδρομης: απαντον χριστιανων εκ χρητον Ιωαννο Ζογραφο εκ Πετριτς μαρτι: 8: 1875“.